# شهرآلان‌یوزان
شهر آلان یوزان، افسر ایرانی بود که در دهه ۶۲۰ به عنوان حکمران نظامی در مصر خدمت می‌کرد. نام او که به همین صورت در منابع پارسی میانه ثبت شده، در واقع یک نام افتخاری است و به معنای «کسی که با آلان‌ها می‌جنگد» است. نام شهر آلان یوزان اولین بار در ۶۲۱ میلادی ذکر شده است که گفته شده پس از فتح مصر توسط اسپهبد شهربراز، او به عنوان حکمران نظامی مصر گماشته شده است. شهر آلان یوزان عنوان «کارفرمان-ایدر» که به معنی «پیشگار دربار» است را داشت، و قدرتمندترین ایرانی در مصر به شمار می‌رفت. در کنار اینکه حکمران مصر بود، همچنین جمع‌آوری مالیات در آن استان را هم بر عهده داشت، و به احتمال زیاد در فیوم اقامت داشت. با آن‌که مصر در حین اشغال توسط ساسانیان بسیار ویران شد، پس از اینکه تسخیر شد، صلح، رواداری و مرمت در آنجا پایدار شد. بعلاوه، ساسانیان همان ساختار مدیریتی امپراتوری بیزانس را به خدمت گرفته بودند. در ۶۲۶، شهربراز با پادشاه ساسانی، خسرو پرویز (پادشاهی از ۵۹۰ تا ۶۲۸) به ستیز برخاست و بر ضد او شورش کرد. مشخص نیست که شهر آلان یوزان از چه کسی در این میان حمایت کرده است، چرا که پس از آن از او در هیچ منبعی نام برده نشده و از شهربراز به عنوان حاکم استان مصر یاد شده است. در پایان جنگ نهایی ایران و روم شرقی در ۶۲۸، مصر دوباره به بیزانسی‌ها برگشت.